# Galleria civica di Modena
La Galleria civica di Modena è un museo permanente di arte moderna e contemporanea nato nel 1959 nella città di Modena. L'attività permanente è iniziata nel 1963 quando si stabilì nel Palazzo dei Musei; il trasferimento nell'attuale sede di Palazzo Santa Margherita è avvenuto nel 1995.
Il museo conserva e valorizza importanti collezioni tra cui: la Raccolta del disegno contemporaneo con oltre 4000 fogli appartenenti principalmente ad artisti italiani del Novecento e la Raccolta di fotografia con oltre 3800 fotografie dei maggiori fotografi internazionali contemporanei. A partire dal 1999 ottiene in comodato gratuito dalla curia arcivescovile di Modena la Collezione Don Bettelli, incentrata principalmente sulla grafica internazionale della seconda metà del XX secolo.

## Collezione
La collezione del museo contiene le opere di primari artisti internazionali, tra cui:
- Lucio Fontana
- Salvatore Garau
- Andy Warhol
- Renato Guttuso
- Filippo de Pisis
- Mario Schifano
- Alberto Burri
- Carlo Carrà
- Alighiero Boetti
- Mario Sironi
- Afro Basaldella
- Mario Mafai
- Ennio Morlotti
- Gastone Novelli
- Giorgio Morandi
- Giuseppe Penone
- Gilberto Zorio
- Stefano Arienti
- Roberto Cuoghi